# 薮内満里奈
薮内 満里奈（やぶうち まりな、1992年7月21日 - ）は、日本の女性声優。東京都出身。EARLY WING所属。

## 略歴
東京アニメーター学院卒業。フリーで活動後にWITH LINE準所属となる。2019年3月31日をもって同事務所を退所、同グループのEARLY WINGに移籍して準所属となる。
『アサシンズプライド』のロゼッティ＝プリケット役で初のレギュラー役を演じる。

## 人物
子供の頃からアニメが大好きだったが、母から「声優というお仕事があるよ」と教えてもらったことで声優に憧れたという。

## 出演
太字はメインキャラクター。

### テレビアニメ
2013年
- GJ部（生徒たち、商店街の人たち）
- BROTHERS CONFLICT（女子生徒B、女性B）
- アウトブレイク・カンパニー（役不明）

2014年
- ウィザード・バリスターズ 弁魔士セシル（女学生B）
- 僕らはみんな河合荘（女子B）
- ダイヤのA（役不明）
- ペルソナ4（役不明）
- 魔法戦争（役不明）

2015年
- レーカン!（メガネっ娘霊）

2018年
- はるかなレシーブ（CMナレーション）

2019年
- なむあみだ仏っ!-蓮台 UTENA-（客）
- 私、能力は平均値でって言ったよね!（女性客）
- アサシンズプライド（ロゼッティ＝プリケット）

2020年
- アイドリッシュセブン Second BEAT!（ファンD）

2021年
- 海賊王女（シャーロッテ・ベリー）

### 劇場アニメ
- バケモノの子（2015年）

### OVA
- 本好きの下剋上 司書になるためには手段を選んでいられません 外伝（2020年、男の子）

### ゲーム
2015年
- 輝星のリベリオン（パック、ロクセラーナ）

2016年
- 激突!クラッシュファイト（神使・ヤタガラス、アフロディーテ）

2017年
- A3!（女子生徒A、GOD座のファンB）
- SKYOVER（魔者）

2018年
- ファイトリーグ（ロボマッサージャー モミリー、Poundy Hunter 杵柄ペタンコ）
- モンスターストライク（2018年 - 2022年、ザビエル）
- ワールドクロスサーガ -時と少女と鏡の扉-（魔王サタン）

2020年
- Death end re;Quest2（ヴィーナ・マイルス）
- 絵師神の絆（ヘケート）

2024年
- Death end re;Quest Code Z（赤木）

- 誰ソ彼ホテル -蕾-(西園暮愛)

### ドラマCD
- 僕は君のいいなり2（レポーター）
- 季刊シリーズ saison（セゾン）hiver〔イヴェール〕冬
- 魔術士オーフェン しゃべる無謀編4

### BLCD
- オンラインゲーム仲間とサシオフしたら職場の鬼上司が来た（2022年） - アナウンサー 役

### デジタルコミック
- dTV ココロ・ボタン（2016年、樫野美礼）
- りぼんチャンネル
  - 透明なきみと手をつなぐ（2020年、乃木）
  - たった1つ（2020年、桜菜）
- マンガMeeチャンネル
  - 蜜蜂ライアー（2021年、凛）
  - ハジメテノサツジン（2021年、森音羽）
  - 未完成婚（2021年、植松まりか）
- ブックライブ公式チャンネル 「きみを愛する気はない」と言った次期公爵様がなぜか溺愛してきます（2021年、セラフィーナ[20]）
- マンガガ by ブックライブ 300年引きこもり、作り続けてしまった骨董品《魔導具》が、軒並みチート級の魔導具だった件（2022年、キャロル、ナレーション、セブンチェンジドール[21][22]）

### 吹き替え
- Polly Pocket（英語版）（2013年、カースティー）
- カンフー・モンスター（英語版）（2020年、ユウ・キョウキョウ〈チョウ・ドンユィ〉）
- ズーム/見えない参加者（英語版）（2021年、エマ〈エマ・ルイーズ・ウェッブ〉[23]）

### 配信番組
- 没落！パーフェクトお嬢様🌹（2021年11月1日-、E-WAVE）